# کد کاهش تداخل
طیف بسامد رادیویی یک منبع طبیعی محدود است که می‌بایست با وسایل مختلف از جمله فناوری‌های نوین و مدیریت قوی تلاش کرد تا حداکثر بهره‌برداری بهینه از آن به عمل آید. همواره یکی از مهم‌ترین دغدغه‌ها در استفاده از طیف افزایش کاربران بوسیلهٔ افزایش ظرفیت و گنجایش کاربران طیف بوده و هست. یکی از راه کارهای متداول جهت افزایش ظرفیت طیف بسامدی استفاده از سامانه‌های مختلف سیگنال دهی و کدگذاری است به‌طوری‌که با به‌کارگیری این سامانه‌ها ظرفیت موجود در هر کانال ارتباطی به میزان چشم‌گیری قابل افزایش خواهد بود.

## انواع کدهای کاهش تداخل
این کدها به دو دسته کلی شامل کدهای کاهش تداخل آنالوگ CTCSS یا PL و کدهای کاهش تداخل دیجیتال یا DPL تقسیم بندی می‌شوند.

### کد کاهش تداخل آنالوگ PL
که به آن QT یا CTCSS نیز گفته می‌شود، شامل ۳۸ کد استاندارد جهت ایجاد شاخص شناسایی منحصر به فردی برای هر یک از کاربرانی که از یک بسامد واحد استفاده می‌نمایند کاربرد دارد. این سامانه متشکل از یک تون صوتی است که به صورت پیوسته هم‌زمان با هر بار ارسال توسط رادیو ارسال می‌گردد. استفاده از این تون‌ها همچنین روشی برای افزایش کاربران بر روی یک کانال و بهینه‌سازی سامانه و نیز جلوگیری از شنیدن پیام‌های منحصر به یک کاربر، توسط دیگران خواهد بود به‌طوری‌که هر یک از کابران دارای تون شناسهٔ خاص خود هستند که درصورت نیاز می‌توان به‌طور اختصاصی و بدون شنود دیگران با هر یک از کاربران ارتباط برقرار کرد.
تون‌های (PL) همگی با بسامدهایی پایین‌تر از (۳۰۰Hz) هستند و به وسیلهٔ فیلترهای الکترونیکی داخل دستگاه‌های فرستنده و گیرنده قابلیت رمزگذاری و رمزگشایی دارند، تعداد تون‌های استاندارد این سامانه ۳۸ عدد ازHz) ۶۷) الی ( ۲۵۴٫۱ Hz) هرتز تعیین شده‌است.

### کد کاهش تداخل دیجیتال DPL
این سامانه از یک شناسهٔ صوتی دیجیتالی کوچک برای پوشیده‌سازی مکالمات استفاده می‌نماید. تفاوت عمدهٔ این روش با روش PL در استفادهٔ سامانه DPL از دو نوع کد است، یکی از شناسهٔ معمولی و در مقابل آن شناسهٔ معکوس قرارداد، که در زمان ارسال و دریافت پیام‌ها از طرف فرستنده رمزگذاری و از طرف گیرندهٔ پیام رمزگشایی می‌شود.

## مزایای استفاده
با استفاده از این کدها یا تون‌های صوتی، کاربران شبکه‌های ارتباط رادیویی قادر خواهند بود تا با ظرفیت بیشتری بر روی یک یا چند کانال فرکانسی محدود بدون ایجاد تداخل با یکدیگر به مکالمه بپردازند، حتی در صورت هم فرکانس بودن کانال‌های ارتباط رادیویی.
چند ایستگاه و با شبکهٔ رادیویی را که در مجاورت یکدیگر و با یک بسامد مشغول به کار می‌باشند در نظر بگیرید، در این حالت در صورتی‌که تجهیزات شبکه از هیچ یک از انواع سامانه‌های سیگنال دهی PL یا DPL استفاده نکنند تمامی مکالمات بر روی بسامد مورد استفاده به وسیلهٔ هر یک از کاربران هر کدام از شبکه‌ها برای تمامی افراد شبکه‌های هم بسامد قابل شنود و دریافت است در حالی‌که اگر این کاربران هر یک از چندین کد مختلف PL یا DPL برای خود استفاده نمایند در این صورت قادر خواهند بود بدون ایجاد تداخل و شنود برای یکدیگر بر روی یک بسامد ارتباط برقرار نمایند.